# Monica Helms
Pour les articles homonymes, voir Helms.
Monica Helms, née le 8 mars 1951 à Sumter en Caroline du Sud, est une militante transgenre et ancienne combattante américaine. Elle est la créatrice du drapeau de la fierté transgenre.

## Biographie
Monica Helms naît le 8 mars 1951 dans la ville de Sumter, dans l'État de Caroline du Sud.

### Carrière dans l'US Navy
En 1970, Monica Helms rejoint l'US Navy, comme son père avant elle. Elle sert sur deux sous-marins, jusqu'en 1978.
Dans les environs de 1980, elle devient membre de la United States Submarine Veterans, Inc. (en). Après sa transition, en janvier 1998, elle essaye de se réinscrire à la section de Phoenix : elle est d'abord reconduite vers une association plus générale d'anciennes combattantes, puis parvient à rejoindre le groupe de sa ville, en étant la première femme à rejoindre l'association, qui devient mixte.

### Militantisme

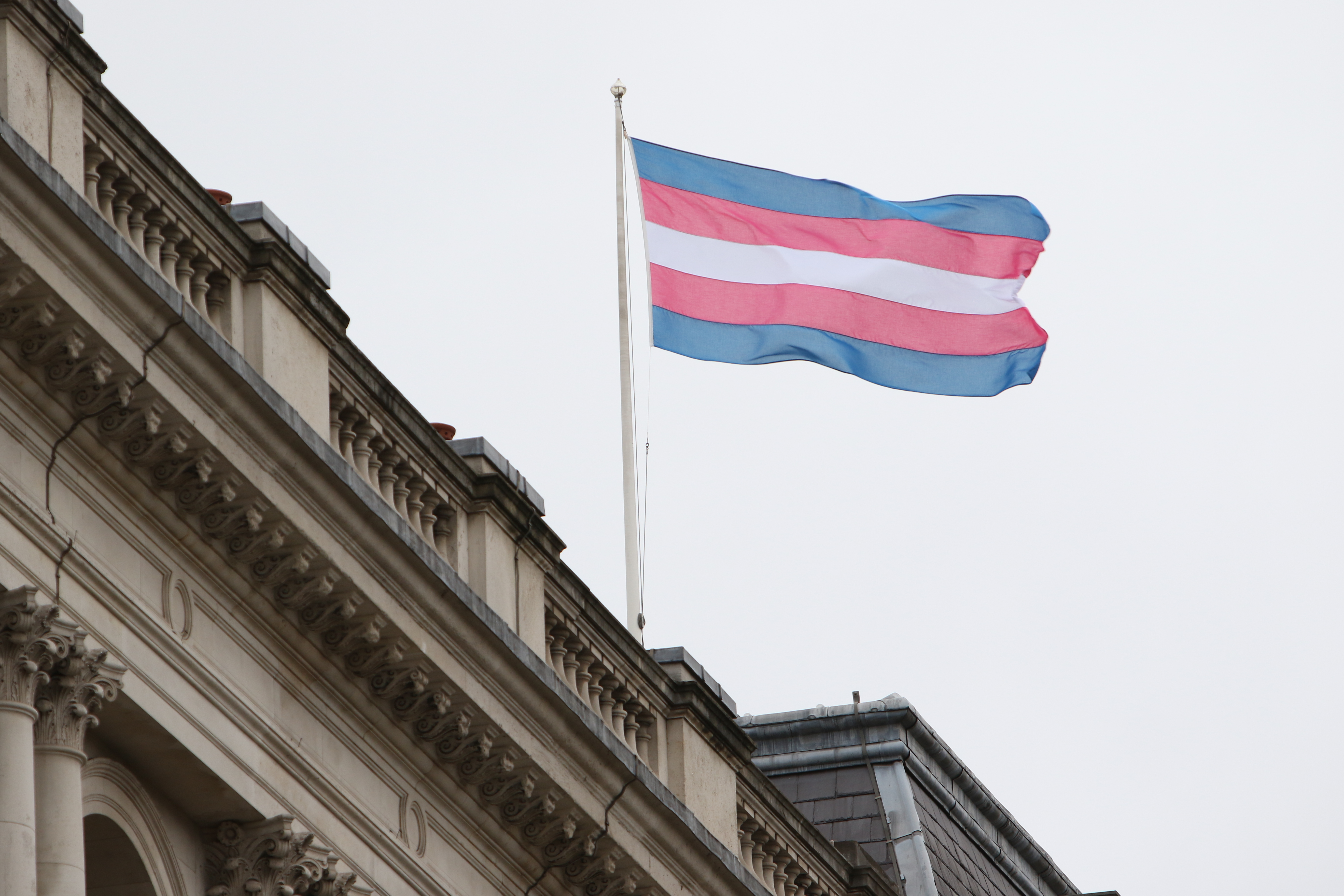
Le drapeau de la fierté transgenre, créé par Monica Helms en 1999, flottant à Londres lors de la Journée du souvenir trans, le 20/11/2017.

Monica Helms est la créatrice du drapeau de la fierté transgenre, créé en 1999, et arboré pour la première fois lors de la marche des fiertés de Phoenix en 2000. Le drapeau original fait partie de la collection queer du musée national d'histoire américaine.
En 2003, Monica Helms fonde la Transgender American Veterans Association (en), après sa transition, alors qu'elle habite à Atlanta. En 2004, l'association invite cinquante anciens combattants transgenres américains, de tous les conflits depuis la Seconde Guerre mondiale : il s'agit du premier groupe de soldats transgenres à déposer une couronne funéraire sur la tombe du Soldat inconnu aux États-Unis. Elle quitte l'association en 2013.